# Сипухи
Сипухи (лат. Tyto) — один из двух родов хищных птиц семейства сипуховых. Верхняя часть тела более тёмная, чем нижняя, обычно рыже-бурых тонов. Нижняя часть туловища обычно с тёмными крапинками, однако их рисунок может значительно различаться у отдельных видов. Лицевой диск в форме сердца, и в отличие от близких им масковых сипух (Phodilus) и многих других видов сов, перья в виде ушей у них отсутствуют. Как правило, настоящие сипухи более крупные, чем масковые. Известны с миоцена, в плиоцене и плейстоцене получили своё развитие. Ранние формы сипух были крупнее, а некоторые островные виды имели гигантские по сравнению с нынешними размеры. Наибольшее биоразнообразие видов наблюдается в Австралии. Реликтовые виды сохранились в Африке, на Мадагаскаре и в Юго-Восточной Азии.

## Отличительные особенности
Силуэт более тонкий по сравнению с «классическим» образом совы. Лицевой диск характерной сердцевидной формы. Ноги обычно с длинной цевкой и зазубренным когтем третьего пальца, одинаковым по длине со вторым. В отличие от многих сов, ушные капсулы симметричны. На заднем крае грудины имеется только одна пара вырезок, притом иногда зарастающих у взрослых особей.

## Виды
Международный союз орнитологов относит к роду 18 видов:
- Вид Tyto tenebricosa (Gould, 1845) — Чёрная сипуха
- Вид Tyto multipunctata Mathews, 1912
- Вид Tyto inexpectata (Schlegel, 1879) — Минахасская сипуха, или целебесская сипуха
- Вид Tyto nigrobrunnea Neumann, 1939 — Талиабуская сипуха, или чёрно-бурая сипуха
- Вид Tyto sororcula (Sclater, 1883) — Малая масковая сипуха
- Вид Tyto manusi Rothschild & Hartert, 1881 — Манусская сипуха
- Вид Tyto aurantia (Salvadori, 1881) — Золотистая сипуха
- Вид Tyto novaehollandiae (Stephens, 1826) — Австралийская сипуха
- Вид Tyto rosenbergii (Schlegel, 1866) — Сулавесская сипуха
- Вид Tyto soumagnei (Grandidier, 1878) — Мадагаскарская сипуха
- Вид Tyto alba (Scopoli, 1769) — Обыкновенная сипуха
- Вид Tyto furcata (Temminck, 1827)
- Вид Tyto javanica (Gmelin, 1788)
- Вид Tyto deroepstorffi (Hume, 1875)
- Вид Tyto glaucops (Kaup, 1852) — Пепельнолицая сипуха
- Вид Tyto capensis (A. Smith, 1834) — Капская сипуха
- Вид Tyto longimembris (Jerdon, 1839) — Восточная травяная сипуха
- Вид Tyto prigoginei (Schouteden, 1952) — Африканская масковая сипуха

## Ареал
Наиболее обширный ареал имеет обыкновенная сипуха, он включает Европу (в том числе Калининградскую область России, Белоруссию, западные и центральные области Украины и Молдавию), Африку, Ближний Восток, Южную и Юго-Восточную Азию, Новую Гвинею и Австралию, и всю Америку, за исключением северных районов Канады и Аляски.
Tyto glaucops — эндемик острова Гаити в Карибском бассейне. Капская сипуха обитает в Южной и Центральной Африке, Мадагаскарская — на Мадагаскаре.
Ареал чёрной и австралийской сипух охватывет Новую Гвинею и влажные районы Австралии, Tyto multipunctata, схожая с чёрной сипухой — эндемик Австралии. Золотистая сипуха — эндемик острова Новая Британия, Tyto manusi — острова Манус, Tyto nigrobrunnea — островов Сула, Tyto sororcula — островов Танимбар. Сулавесская и минахасская сипухи обитают на Сулавеси.
Сипухи отсутствуют на Крайнем Севере, обширных районах Азии, в Антарктике и в Новой Зеландии.